# Víctor Fatecha
Víctor Abel Fatecha Riveros (Concepción, 10 marzo 1988) è un giavellottista paraguaiano.

## Biografia
Fratello minore del calciatore Cristian Fatecha, Víctor fa parte di una fortunata serie di lanciatori paraguaiani con carriere internazionali di successo. Di fatto, Fatecha si è affacciato alle competizioni internazionali nel 2002, vincendo una medaglia di bronzo ai Campionati sudamericani under 18. Tra le medaglie giovanili si annovera quella di bronzo del 2005 conquistata in Marocco ai Mondiali allievi. Nel corso della carriera, una volta passato nella squadra seniores nel 2006, ha vinto numerose competizioni dell'America meridionale, tra cui si contano la medaglia d'oro del 2013 nei Campionati sudamericani, che gli ha permesso di poter gareggiare ai Mondiali in Russia, e la medaglia d'oro ai Giochi sudamericani del 2014. Nel 2008, ha preso parte ai Giochi olimpici di Pechino 2008, senza andare oltre le qualificazioni. In quest'occasione è stato portabandiera della delegazione nazionale nel corso della cerimonia d'apertura delle Olimpiadi.

## Palmarès
| Anno | Manifestazione                   | Sede              | Evento                 | Risultato | Prestazione | Note                          |
| ---- | -------------------------------- | ----------------- | ---------------------- | --------- | ----------- | ----------------------------- |
| 2002 | Campionati sudamericani allievi  | Asunción          | Lancio del giavellotto | Bronzo    | 59,91 m     |                               |
| 2003 | Mondiali allievi                 | Sherbrooke        | Lancio del giavellotto | 13º (q)   | 65,07 m     |                               |
| 2004 | Mondiali juniores                | Grosseto          | Lancio del giavellotto | 20º (q)   | 64,45 m     |                               |
| 2004 | Campionati sudamericani allievi  | Guayaquil         | Lancio del giavellotto | Oro       | 70,69 m     |                               |
| 2005 | Mondiali allievi                 | Marrakech         | Lancio del giavellotto | Bronzo    | 77,21 m     |                               |
| 2005 | Campionati panamericani juniores | Windsor           | Lancio del giavellotto | Bronzo    | 67,00 m     |                               |
| 2005 | Campionati sudamericani juniores | Rosario           | Lancio del giavellotto | Argento   | 67,31 m     |                               |
| 2006 | Mondiali juniores                | Pechino           | Lancio del giavellotto | 4º        | 75,64 m     |                               |
| 2006 | Campionati sudamericani          | Tunja             | Lancio del giavellotto | Argento   | 76,79 m     |                               |
| 2006 | Campionati sudamericani U23      | Buenos Aires      | Lancio del giavellotto | Oro       | 75,45 m     |                               |
| 2007 | Campionati sudamericani          | San Paolo         | Lancio del giavellotto | Argento   | 75,95 m     |                               |
| 2007 | Campionati sudamericani juniores | San Paolo         | Lancio del giavellotto | Oro       | 73,07 m     |                               |
| 2007 | Campionati panamericani juniores | San Paolo         | Lancio del giavellotto | Oro       | 75,43 m     |                               |
| 2007 | Giochi panamericani              | Rio de Janeiro    | Lancio del giavellotto | 4º        | 72,30 m     |                               |
| 2007 | Mondiali                         | Osaka             | Lancio del giavellotto | 29º (q)   | 73,55 m     |                               |
| 2008 | Campionati ibero-americani       | Iquique           | Lancio del giavellotto | Argento   | 75,81 m     |                               |
| 2008 | Campionati sudamericani U23      | Lima              | Lancio del giavellotto | Argento   | 69,69 m     |                               |
| 2008 | Giochi olimpici                  | Pechino           | Lancio del giavellotto | 30º (q)   | 71,58 m     |                               |
| 2009 | Campionati sudamericani          | Lima              | Lancio del giavellotto | 6º        | 67,59 m     |                               |
| 2009 | Universiadi                      | Belgrado          | Lancio del giavellotto | 19º (q)   | 69,86 m     |                               |
| 2009 | Mondiali                         | Berlino           | Lancio del giavellotto | 41º (q)   | 68,65 m     |                               |
| 2010 | Campionati sudamericani U23      | Medellín          | Lancio del giavellotto | Oro       | 73,22 m     |                               |
| 2010 | Campionati ibero-americani       | San Fernando      | Lancio del giavellotto | Argento   | 76,34 m     |                               |
| 2011 | Campionati sudamericani          | Buenos Aires      | Lancio del giavellotto | Bronzo    | 72,51 m     |                               |
| 2011 | Giochi dell'ALBA                 | Barquisimeto      | Lancio del giavellotto | Argento   | 71,85 m     |                               |
| 2011 | Giochi panamericani              | Guadalajara       | Lancio del giavellotto | 5º        | 76,92 m     |                               |
| 2012 | Campionati ibero-americani       | Barquisimeto      | Lancio del giavellotto | 4º        | 75,15 m     |                               |
| 2013 | Campionati sudamericani          | Cartagena         | Lancio del giavellotto | Oro       | 76,14 m     |                               |
| 2013 | Mondiali                         | Mosca             | Lancio del giavellotto | 17º (q)   | 79,03 m     | Miglior prestazione personale |
| 2013 | Giochi bolivariani               | Trujillo          | Lancio del giavellotto | Oro       | 74,49 m     |                               |
| 2014 | Giochi sudamericani              | Santiago del Cile | Lancio del giavellotto | Oro       | 76,09 m     |                               |
| 2014 | Campionati ibero-americani       | San Paolo         | Lancio del giavellotto | Bronzo    | 74,73 m     |                               |
| 2015 | Campionati sudamericani          | Lima              | Lancio del giavellotto | 6º        | 68,72 m     |                               |
| 2015 | Giochi panamericani              | Toronto           | Lancio del giavellotto | 10º       | 73,81 m     |                               |
| 2016 | Campionati ibero-americani       | Rio de Janeiro    | Lancio del giavellotto | 5º        | 73,78 m     |                               |
| 2017 | Campionati sudamericani          | Asunción          | Lancio del giavellotto | Bronzo    | 74,57 m     |                               |
| 2017 | Giochi bolivariani               | Santa Marta       | Lancio del giavellotto | 5º        | 69,82 m     |                               |
| 2018 | Giochi sudamericani              | Cochabamba        | Lancio del giavellotto | 7º        | 65,37 m     |                               |